# 胡恩苏尔
胡恩苏尔（Hunsur），是印度卡纳塔克邦Mysore县的一个城镇。总人口43893（2001年）。

## 人口
该地2001年总人口43893人，其中男性22395人，女性21498人；0—6岁人口5366人，其中男2790人，女2576人；识字率68.77%，其中男性为74.08%，女性为63.23%。